# ジョージ・ランバート (画家)
ジョージ・ランバート（George Lambert、1700年 - 1765年11月30日）は、イギリスの画家である。風景画や演劇の背景画を描いた。リチャード・ウィルソンとともにイギリスにおける風景画のパイオニアとされている
。

## 略歴
ケントに生まれた。ゴドフリー・ネラーの弟子のハゼルス（Warner Hassells）や競走馬や戦闘の情景を描くのを得意とした、ジョン・ウートン（John Wootton）から絵を学んだ。フランスの風景画家、ガスパール・デュゲ（1615–1675）やイタリアの画家サルヴァトル・ローザ(1615-1673)から影響を受け、サイズが大きく、細かな描写の風景画を描いた。多くのランバートの絵画は版画家によって版画とされ、出版された。
演劇の背景絵画でも有名になり、演劇監督のジョン・リッチのもとで、ロンドンの劇場、Lincoln's Inn Fields Theaterで働き、その後、イタリア出身の装飾画家、ジャコポ・アミゴーニの助手としてロンドンのいろいろな劇場の装飾画も描いた。
人付き合いがよく、多くの芸術家や収集家と親しくし、イギリスの美術史で重要な画家、ウィリアム・ホガースとも親しかった。フランスのAcadémie des Beaux-Artsを見本に、ロンドンにロイヤル・アカデミー・オブ・アーツを設立することを提案した委員会に1755年に参加した。1760年にイギリス芸術家協会（ Society of Artists of Great Britain）の会員となり、協会の展覧会に何度か参加した。

## 作品

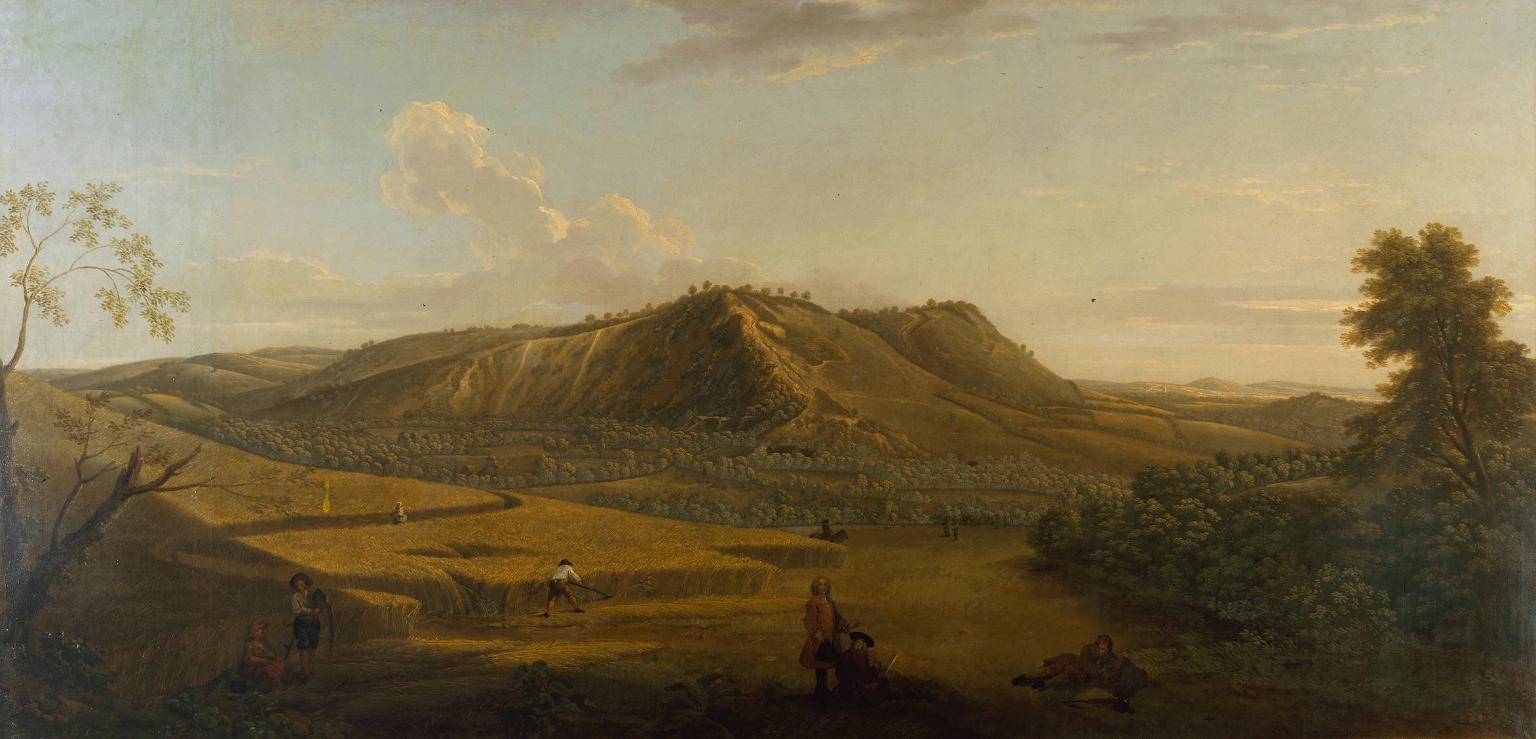
A View of Box Hill, Surrey （1733年）
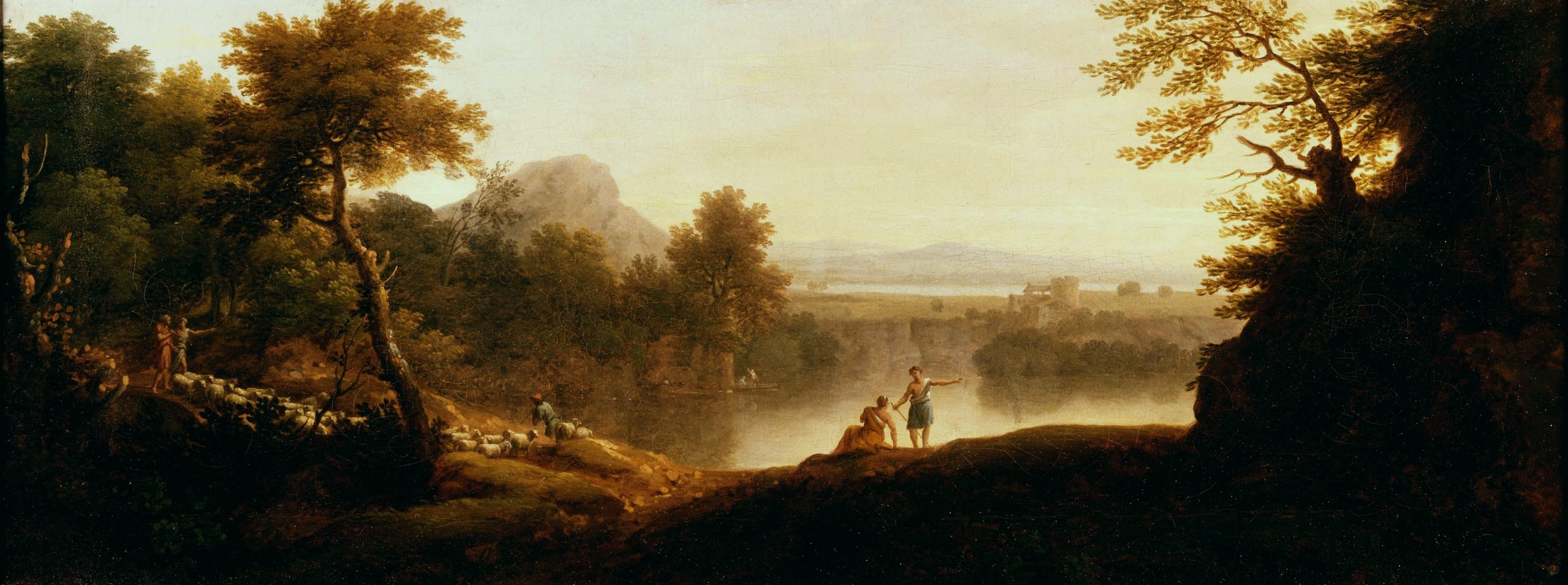
A Pastoral Landscape with Shepherds and their Flocks

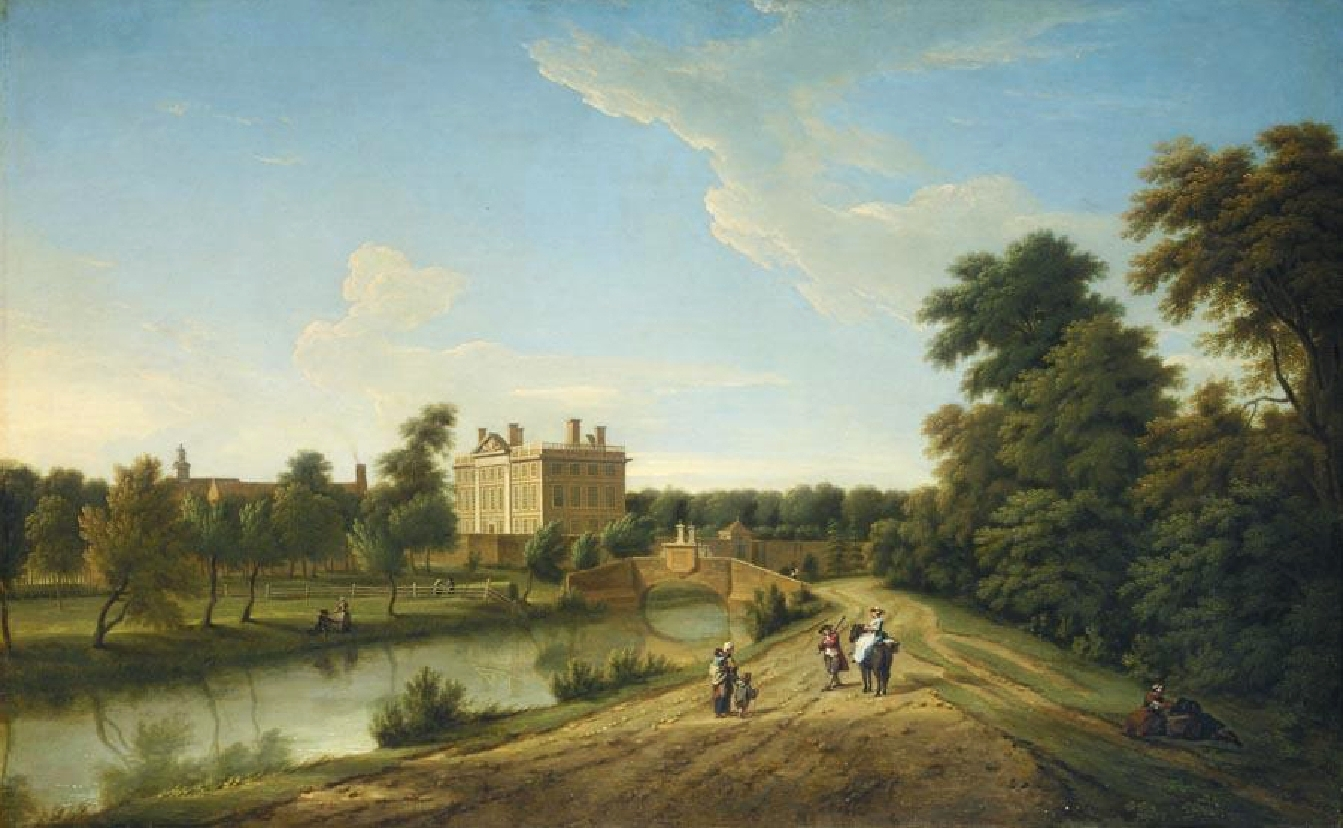
View of Dunton Hall, Lincolnshire （1739年）
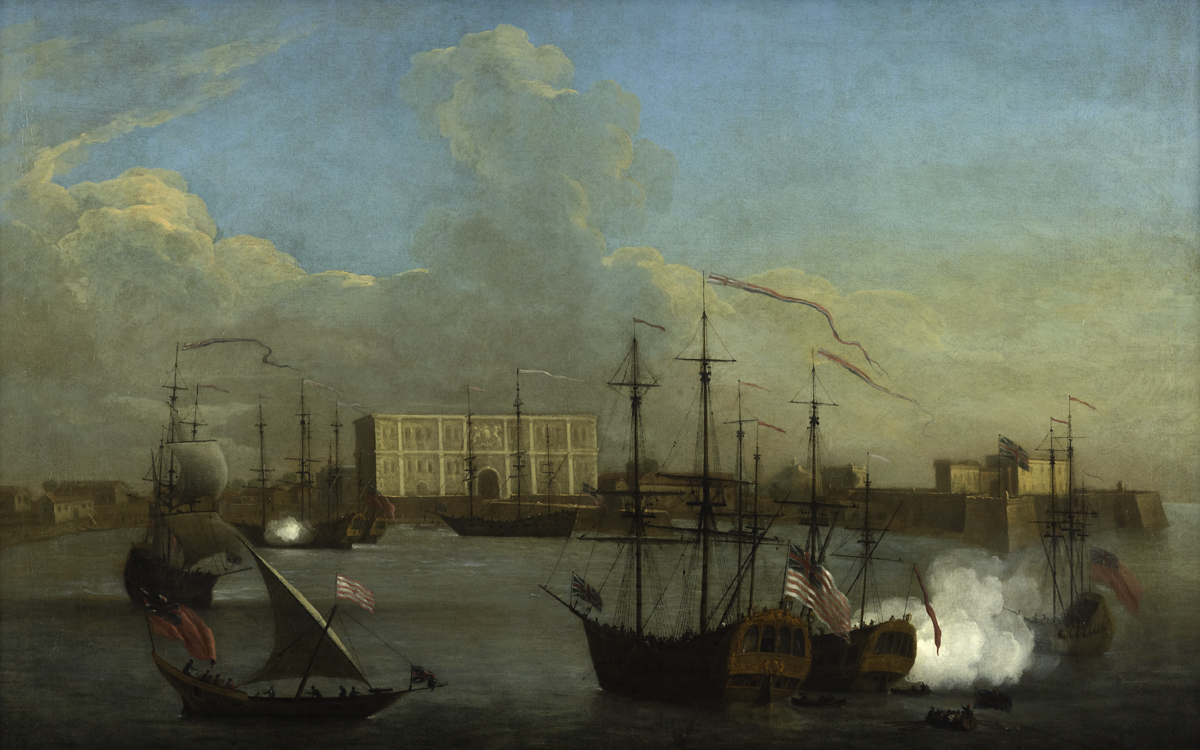
East India Company's settlement in Bombay （サミュエル・スコットと共作）
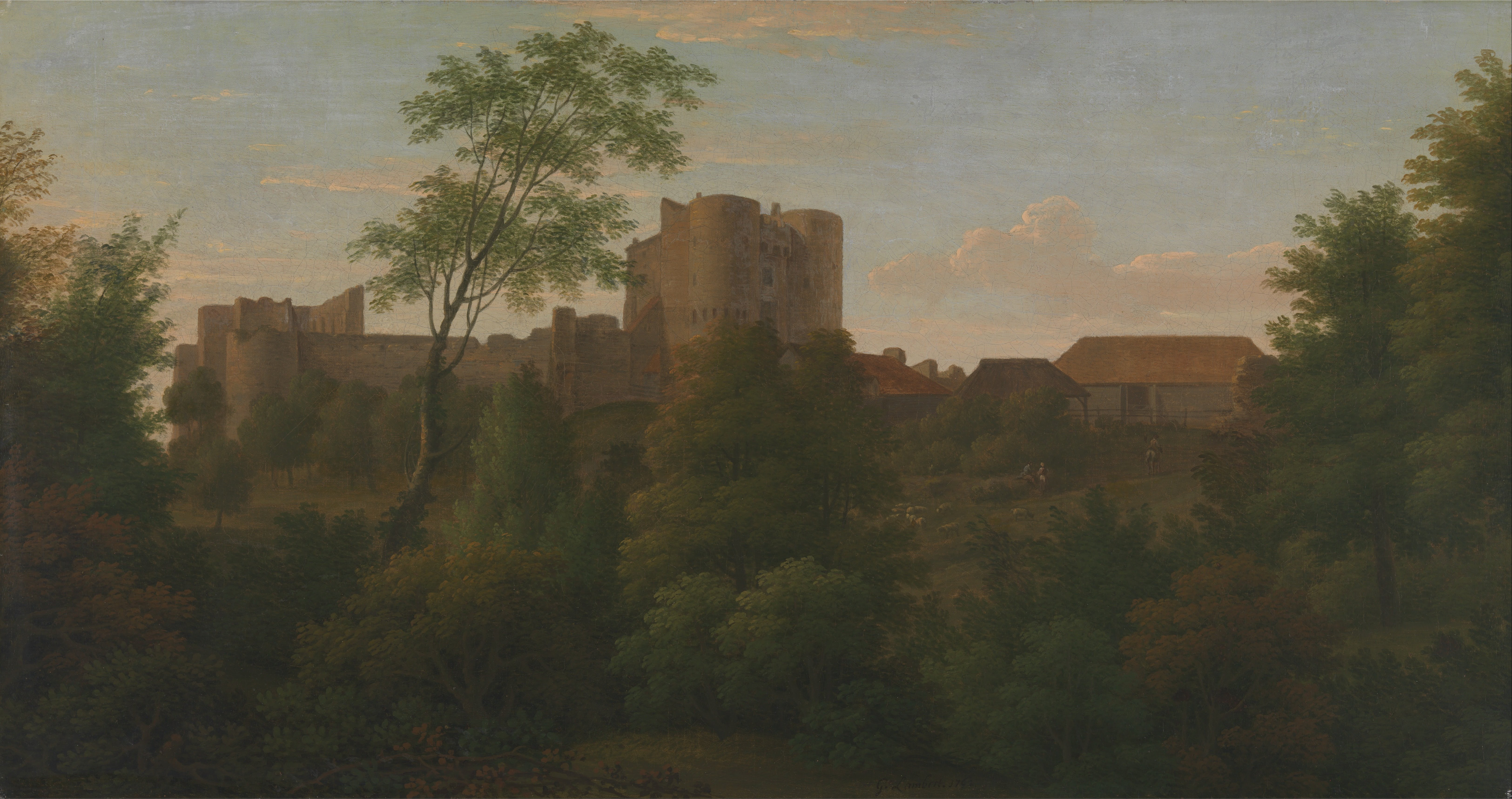
Saltwood Castle